# Exsudat (Medizin)

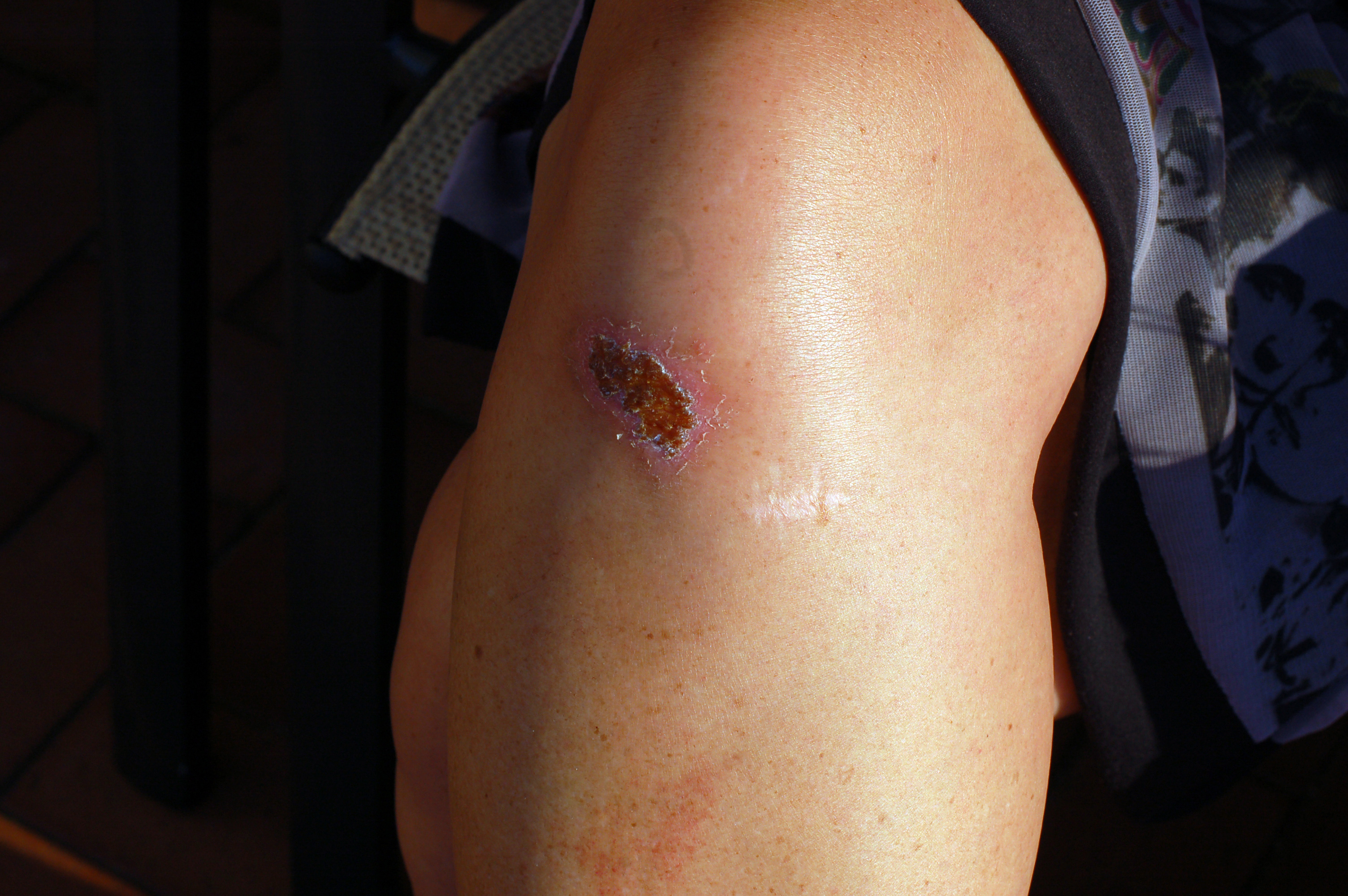
Grind an einer Kniewunde

Als Exsudat (zu lateinisch exsudare, „ausschwitzen“, „abfließen“) bezeichnet man in der Medizin (meist entzündlich bedingte) Absonderungen, im Gegensatz zu nichtentzündlichen Transsudaten. Die Absonderung der Flüssigkeit wird Exsudation genannt.
Bei oberflächlichen Wunden (zum Beispiel Schürfwunden) führt geronnenes Exsudat und dessen Vertrocknung zur Bildung einer Kruste, volkstümlich auch Grind, Borke, Bratze, (Wund-)Schorf, Raue oder Rufe genannt. Es ist damit Teil der Wundheilung. Schwer heilende oberflächliche Wunden sowie chronische Wunden, die ständig viel Exsudat absondern, werden auch als nässende Wunden bezeichnet. Auf ihnen kann sich keine vollständige Kruste bilden.
Sammelt sich das Exsudat im Körperinneren in einer nicht präformierten, nicht zuvor vorhandenen, Höhle, wird dies nicht-eitrig als Serom und eitrig als Abszess bezeichnet, wenn dem Körper eine Abkapselung gelingt. Eine schrankenlose eitrige Ausbreitung wird Phlegmone genannt. Fließt das Exsudat dagegen in bestehende Körperhöhlen, wird von einem Erguss gesprochen, ein eitriges Exsudat heißt dann Empyem.

## Entstehung
Exsudat entsteht durch Entzündung, zum Beispiel bei Infektionen, Autoimmunerkrankungen und Gewebsverletzungen. Die Wände der Haargefäße werden für Makromoleküle und Zellen durchlässig, um Abwehrzellen und humorale Komponenten des Immunsystems zum Ort der Entzündung gelangen zu lassen. Der Körper versucht so, Krankheitserreger und abgestorbenes Gewebe abzusondern.
Auch bösartige Geschwülste (Malignome) können Exsudate bewirken, die dann zu sogenannten malignen Ergüssen und (bei Lungenkrebs oder Brustkrebs) zu Pleuraergüssen führen können. Auch bei einer Lungenembolie kann es zu einem exsudatbedingten Pleuraerguss kommen. Die Entstehung von Exsudaten kann zudem im Zusammenhang mit der Wirkung von Medikamenten stehen oder strahleninduziert sein.

## Bestandteile
Exsudat enthält Beimengungen von Proteinen, Blut, Zellen beziehungsweise Zellresten und im Falle einer Entzündung auch Mikroorganismen, Leukozyten und körpereigene Fress- und Abwehrzellen (Makrophagen).
Exsudate enthalten mehr als 30 g/l Proteine (unter anderem Enzyme), Glukose und weitere Blutbestandteile. Exsudate mit hohem Anteil von Zellen und Zelltrümmern sind eitrig.
Um die Bestandteile zu ermitteln, kann man bei Hautwunden einen Abstrich vornehmen. Dessen Analyse kann Aufschluss darüber geben, ob eine antibiotische Behandlung sinnvoll ist.

## Krankheitsbilder
- Exsudative Gastroenteropathie